# 페리치니크 폭포

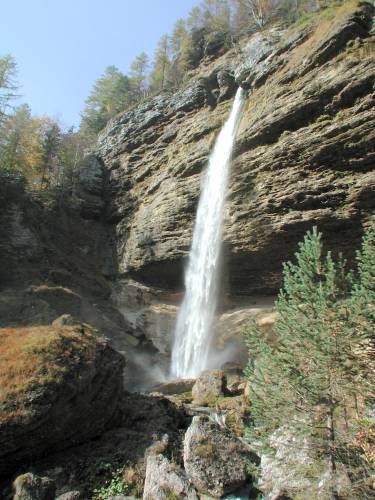
페리치니크 폭포

페리치니크 폭포(슬로베니아어: Peričnik)는 슬로베니아 트리글라브 국립공원에 있는 폭포다.